# البحث التاريخي المقارن

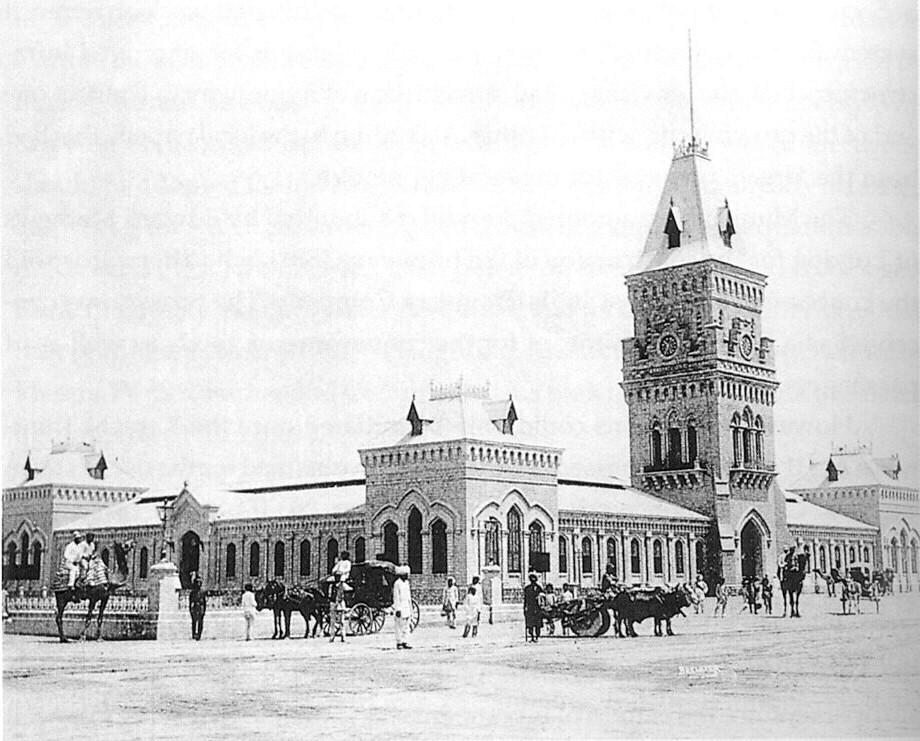

البحث التاريخي المقارن هو أسلوب في العلوم الاجتماعية يدرس الأحداث التاريخية لإيجاد تفسيرات تكون صحيحة بعد وقت ومكان معين، أما عن طريق المقارنة المباشرة لاحداث تاريخية أخرى وبناء النظرية أو إشارة إلى يومنا هذا. عموما، هي تنطوي على مقارنات للعمليات الاجتماعية عبر الأزمنة والامكنة فهي تتداخل مع علم الاجتماع التاريخي. بينما كانت تخصصات التاريخ وعلم الاجتماع   دائما مرتبطة فانها ترتبط بطرق مختلفة في أوقات مختلفة (انظر الباحثين الرئيسية أدناه). هذا النوع من البحوث قد استخدم عدة اتجاهات النظرية. أنها تتميز بأنواع الأسئلة التي تطرح النظري  وفلا تستخدم الاطارالزمني (انظر الشكل ادناة).

## دور النظرية العامة
في العقود الأخيرة قد ناقش الباحثون في المقارنة التاريخية  الدور الصحيح للنظرية العامة. اثنين من العناصر الرئيسية  في هذه المناقشة هم  ادغار كايزر ومايكل هتشر وقد اشاروا إلى أهمية استخدام النظرية العامة من أجل ان تكون قادر على اختبار نتائج البحوث التي اجريت .و لم يشيروا ان نظرية واحده محدده أفضل من غيرها انما النظرية بحاجة للعمل بها . ونظريتهم التي تم اختيارها هي خيار وجيه  فواحده من المشاكل الرئيسية هي ان كل شخص لدية مفهوم مختلف عن ماهي النظرية  وكيف يصبح أمر ما نظرية. فبعض خصومهم يشعرون بان أي نظرية يمكن اختبارها ويقولون ان بعضها ليس بالإمكان اختبارها. كايزر وهيكتر يعلمون ان هذا المجال في نمو وان وجهة نظرهم يمكن أن تتغير في المستقبل.

## الرسوم التوضيحية
يمكن توضيح طريقة المقارنة التاريخية باستخدام مثال حديث . في حالة   الأسرية، جوليا ادمز تعتمد على عمل كل من الأرشيفات الأصلية والمصادر الثانوية لتحليل كيفية عائلات التجار المتنازع عليها مع العائلات النبيلة من أجل النفوذ في الجمهورية الهولنديه الحديثة في وقت مبكر. ادمز تجادل بأن تلك المسابقات أنتجت المؤسسات السياسية التي أصبحت حديث الدولة الهولندية.انها في أكثر الأحيان تشير إلى إنجلترا وفرنسا ولكن الموضوع الرئيسي هي الجمهورية الهولنديه.ادمز تدرس ما قاله علماء الاجتماع في وقت سابق عن تشكيل دولة في ضوء الحالة الهولندية واجاد هنالك عناصر حاسمة في الجمهورية الهولندية مثل هياكل القرابة الابوية في الأسرة الحاكمة التي لا تمثل في نظريات في وقت سابق.ادمز تعتمد على نظرية نسوية والتي لم تقصد لشرح الدولة الحديثة انما لخلق نظرة موسعه عن كيف جاءت الدول الحديثة لتكون. هذا هو مثال على طريقة نسبيه تاريخيه يستخدم بها تحليل القضايا والنظريات معا.